# William Catesby
Sir William Catesby of Ashby St. Ledgers (* um 1420; † 1479) war ein englischer Ritter.

## Leben
Sir William war ein Sohn von Sir John Catesby.
William Catesby war in den Jahren 1442, 1451 und 1455 Sheriff von Northamptonshire und war zwischen 1448 und 1452 als Knight of the Shire für Northamptonshire Mitglied des Parlaments.
Er erhielt am 25. Dezember 1449 durch Heinrich VI. den Ritterschlag zum Knight of the Bath. Sir William wurde in Northamptonshire als Justice of Array von 1457 bis 1459 mit diversen Aufgaben betraut und wurde 1457 auch Constable of Nothamptonshire.
Am Hof gehörte er als Household Officer und Kings Carver zum direkten Umfeld Heinrichs VI.
Sir William gehörte beim Parlament in Coventry im November 1459, auch bekannt als Parliament of Devils, zu einer Kommission, der die Verwaltung der beschlagnahmten Ländereien des Richard Plantagenet, 3. Duke of York zukam. Im März 1460 erhielt er auf Lebenszeit die Aufsicht (Stewardship) über alle Besitzungen des Duke of York in den Grafschaften Northamptonshire, Buckinghamshire und Herefordshire und wurde Constable of Wigmore Castle.
Catesby war ein treuer Anhänger des Hauses Lancaster und kämpfte während der Rosenkriege bei der Schlacht von Blore Heath (1459), bei Northampton (1460), bei Towton (1461) und wahrscheinlich auch am 30. Dezember 1460 bei Wakefield.
Das erste Parlament unter Eduard IV. verhängte über Sir William 1461 eine Bill of Attainder, so dass er all seine Rechte und Besitzungen verlor.
Einigen Quellen zufolge floh Sir William 1461 mit Margarete von Anjou ins schottische Exil.
Er muss aber noch im selben Jahr nach England zurückgekehrt sein und erlangte Pardon durch König Eduard IV. Catesby wurde 1465 wieder zum Justice of Peace in Northamptonshire und Warwickshire ernannt.
Sir William unterstützte aktiv die erneute Inthronisierung Heinrichs VI. im Herbst 1470 und erlangte in dieser kurzen, zweiten Regierungszeit des Lancasterkönigs das Amt als Sheriff of Northamptonshire und wurde als Justice of Array in Warwickshire mit diversen Aufgaben betraut.
Wegen dieser Unterstützung wurde Catesby im Frühjahr 1471 durch den zurückgekehrten Eduard IV. seiner Ämter enthoben und bis 1475 nicht mehr mit Aufgaben betraut.
Sir William wurde ab 1475 ein Gefolgs- und Lehensmann von George Plantagenet, 1. Duke of Clarence und erlangte so wieder Unterstützung und Vertrauen. Im November 1478 wurde Catesby erneut als Sheriff of Northamptonshire eingesetzt und behielt dieses Amt bis zu seinem Tod.
Sir William starb 1479 und hat seine letzte Ruhestätte in der Kirche von Ashby St. Ledgers in Northamptonshire.

## Ehe und Nachkommen
Sir William war zweimal verheiratet.
In erster Ehe mit Philipa, Tochter des Sir William Bishopton. Das Paar hatte drei Kinder.
- Anne
- Elizabeth ⚭ Roger Wake
- William († 1485) ⚭ Margaret, Tochter des William Zouche, 6. Baron Zouche of Haryngworth

In zweiter Ehe mit Joan Barre, Tochter des Sir Thomas Barre und Nichte von John Talbot, 1. Earl of Shrewsbury. Das Paar hatte drei Kinder:
- Thomas
- John
- Alice (starb als Kind)